# Fumaria occidentalis
Fumaria officinalis là một loài thực vật có hoa trong họ Anh túc. Loài này được Pugsley mô tả khoa học đầu tiên năm 1904.

## Hình ảnh

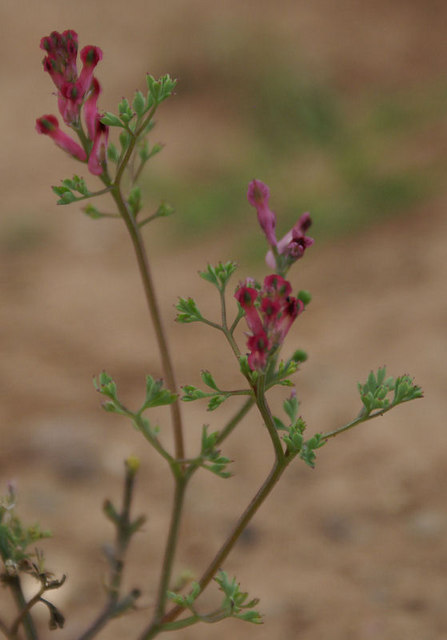
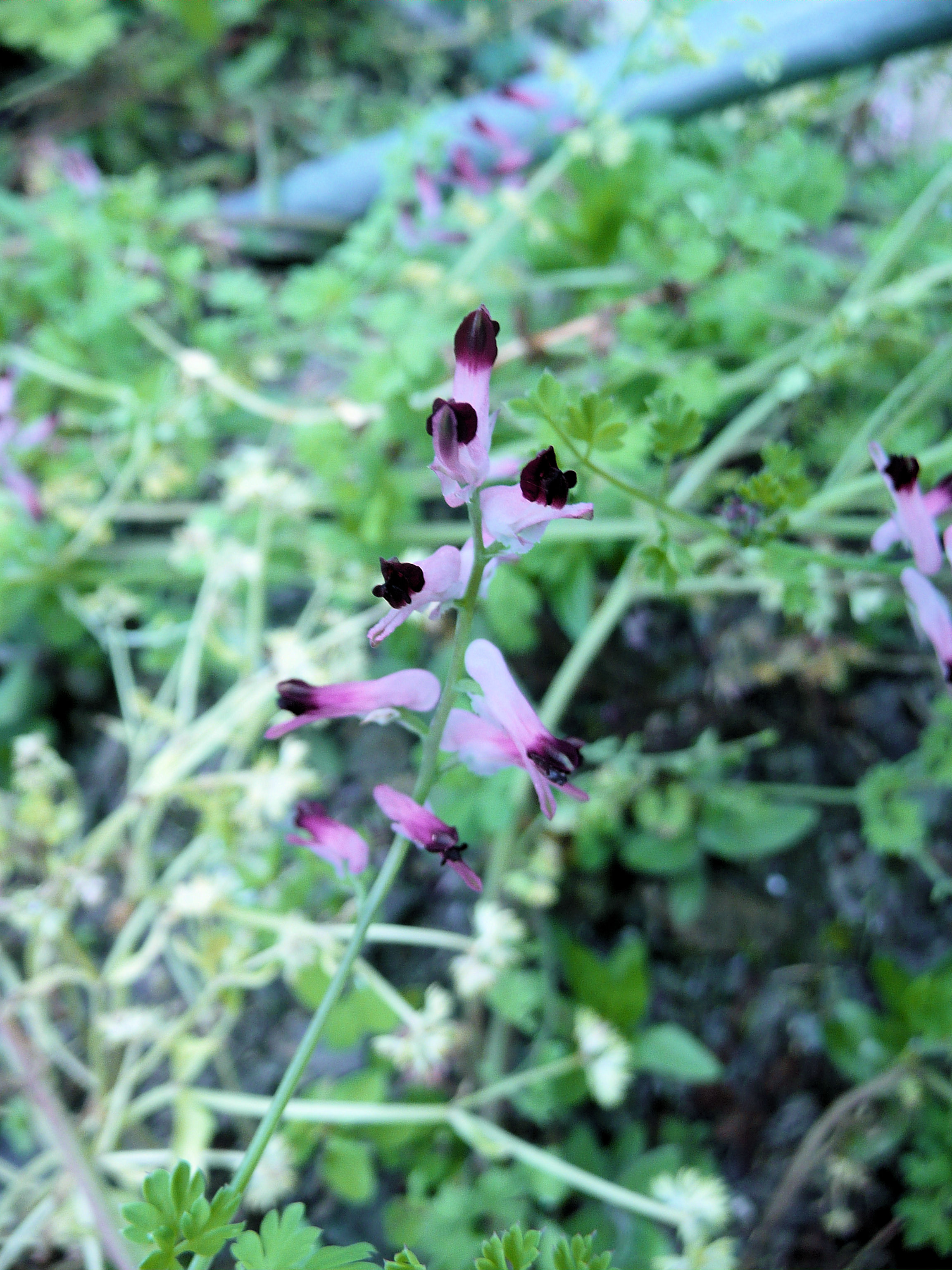
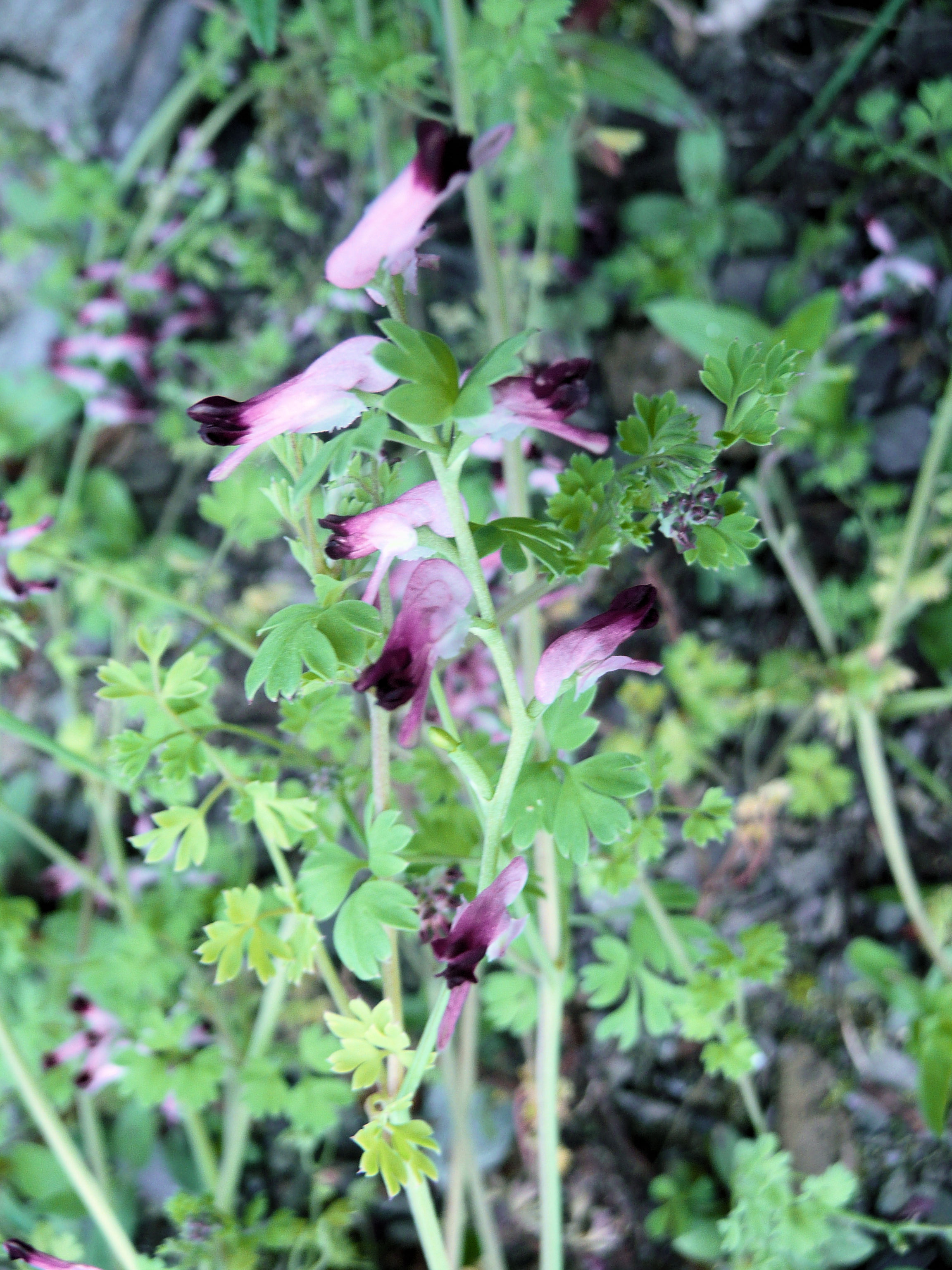